# Amara (Niger)
Amara ist ein Weiler in der Landgemeinde Méhana in Niger.

## Geographie
Der Weiler befindet sich rund 19 Kilometer nordwestlich des Hauptorts Méhana der gleichnamigen Landgemeinde, die zum Departement Téra in der Region Tillabéri gehört. Zu den Siedlungen in der näheren Umgebung von Amara zählen Karkatia im Nordwesten, Wambila im Norden, Gangania im Nordosten, Loudji im Südosten, Béra im Südwesten und Zaney im Westen.
Amara liegt in der Dünenzone im Westen Nigers. Es herrscht das Klima der Sahelzone vor, mit einer durchschnittlichen jährlichen Niederschlagshöhe zwischen 300 und 400 mm. Etwa acht Kilometer nordwestlich von Amara erhebt sich der 332 m hohe Hügel Lan.

## Geschichte
Eine bewaffnete Gruppe auf Motorrädern griff am 29. Dezember 2023 die Orte Amara und Loudji an und tötete dabei elf Zivilisten. In der Grenzregion von Niger, Burkina Faso und Mali hatten Terrorgruppen, insbesondere des Islamischen Staates, bereits seit mehreren Jahren Anschläge verübt. Bei Terrorangriffen im August 2024 wurden in den in der Gemeinde Méhana gelegenen Siedlungen Amara, Bandabaré, Gangania, Mamassey, Tchébi Béro und Tchébi Keyna insgesamt 14 Zivilisten getötet und mehrere weitere verletzt. Die nigrischen Sicherheitskräfte töteten als Reaktion darauf zwei Terroristen und bargen gestohlenes Vieh.

## Bevölkerung
Bei der Volkszählung 2012 hatte Amara 1006 Einwohner, die in 107 Haushalten lebten. Bei der Volkszählung 2001 betrug die Einwohnerzahl 766 in 115 Haushalten.

## Wirtschaft und Infrastruktur
Es gibt eine Schule in der Siedlung. Durch Amara verläuft die 49 Kilometer lange Route 645 zwischen dem Gemeindehauptort Méhana und dem Departementshauptort Bankilaré. Es handelt sich um eine einfache Piste.